# Tronador (Vulkan)
Tronador ist ein erloschener Schichtvulkan in den südlichen Anden, auf der Grenze zwischen Argentinien und Chile, nahe der argentinischen Stadt Bariloche. Der Berg erhielt seinen Namen Tronador (Spanisch für Donner) durch Einheimische wegen des Geräuschs fallender Séracs. Mit seiner Höhe von 3470 m überragt er die nahegelegenen anderen Berge der Anden um mehr als 1000 m, wodurch er zu einem beliebten Bergsteigerziel wurde. Gelegen in zwei Nationalparks Nahuel Huapi in Argentinien und Vicente Pérez Rosales in Chile, beherbergt er insgesamt acht Gletscher, die derzeit bedingt durch den Klimawandel zurückgehen.

## Geographie und Geologie
Der Tronador befindet sich in den Feuchten Anden, einer Zone hoher Niederschläge, sowohl als Schnee als auch als Regen. Das feuchte gemäßigte Klima der südlichen Anden ermöglicht die Bildung mehrerer Gletscher dank der hohen Akkumulationsrate. Der meiste Niederschlag wird durch westliche Fronten vom Pazifik gebildet. Im mittleren Teil des Massifs der Anden auf einer Breite von 41° S gelegen, ist der Tronador Teil einer alpinen Landschaft von Fjorden, Gletscherrandseen und Trogtälern. Die Landschaft wurde während des Känozoischen Eiszeitalters geformt als die ganze Gegend durch den Patagonischen Eisschild bedeckt war. Der Vulkan wuchs in den Kalt- und Warmzeiten des Pleistozän erlosch aber fast während des späten mittleren Pleistozän vor 300.000 Jahren, durch eine Verschiebung der aktiven Front der südlichen Vulkanzone, zu der er gehört. Seitdem haben Gletscher und andere abtragende Prozesse den Berg ohne weitere Ablagerungen von Lava und Pyroklastischen Sedimenten geformt. Wie der nahe gelegene Lanín Volkan besteht der Tronador hauptsächlich aus Basalt.

### Gletscher

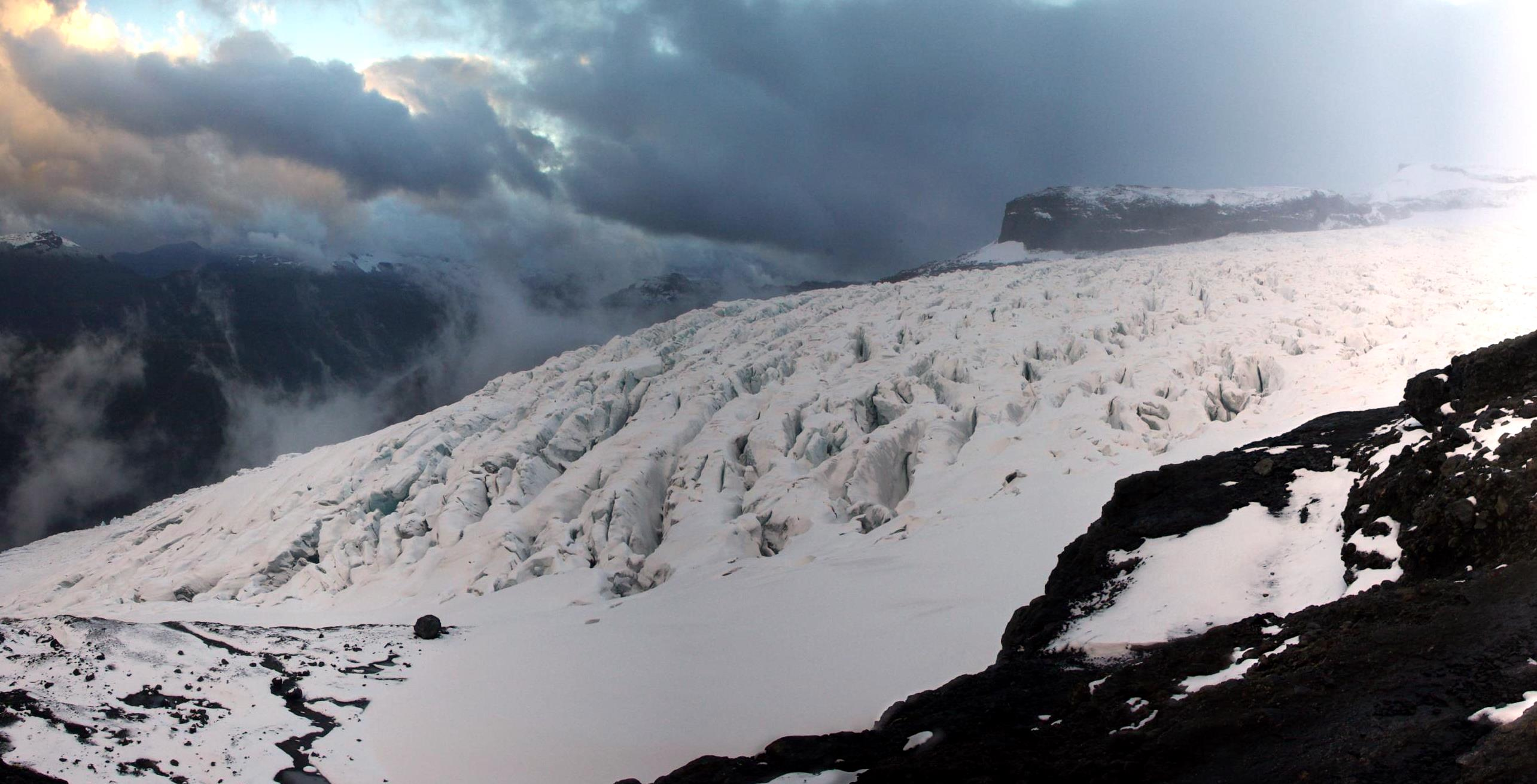
Blick auf den Castaño Overa Gletscher

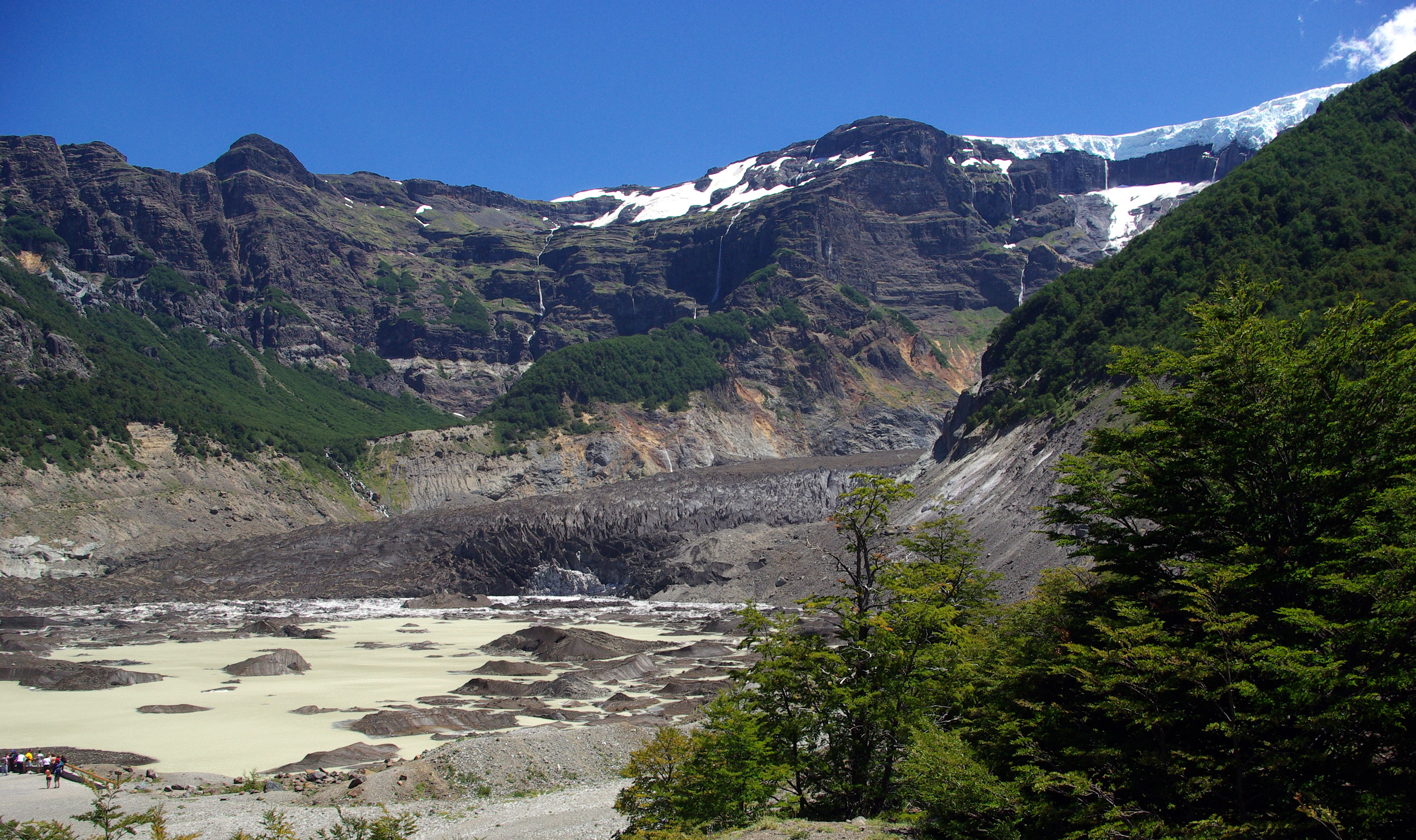
Blick auf den Ventisquero Negro

Typisch für den Tronador sind seine zahlreichen Gletscher, die Teile seiner Flanken bedecken. Bis zu acht Gletscher wurden aufgelistet: Alerce, Ventisquero Negro, Casa Pangue, Castaño Overa, Río Blanco, Frías, Peulla und Manso. Wie die meisten Gletscher der südlichen Anden schrumpfen auch die des Tronadors in den letzten Jahrzehnten. Der Casa Pangue Gletscher an der Nordwestseite des Tronador erfuhr eine Verdünnung zwischen 1961 und 1998, mit einer erhöhten Rate zwischen 1981 und 1998 mit 52 m a−1. Das Schrumpfen und Verdünnen sind bedingt durch einen Rückgang der Niederschläge und einer Erwärmung der oberen Troposphäre in den letzten Jahrzehnten.
Der Alerce Gletscher, auf der argentinischen Seite, kann vom Refugio Otto Meiling, einer Berghütte zwischen diesem und dem Castaño Overo Gletscher, aus besucht werden. Castaño Overa, ebenfalls auf der argentinischen Seite, ist kleiner und relativ einfach durch eine Wanderung von Pampa Linda aus erreichbar. Geführte Trekking Touren ermöglichen es Besuchern den Castaño Overa zu überqueren oder bis zum Gipfel des Tronadors zu wandern.
Ventisquero Negro („schwarze Schneewehe“ in Spanisch) ist ein eher ungewöhnlicher Gletscher am Fuß des Tronador im Nationalpark Nahuel Huapi. Die ungewöhnliche dunkelbraune Farbe des Gletschers stammt von Erde und Sedimenten, die der Gletscher in seiner Entstehungszone aufgenommen hat, welche durch den Río Manso Gletscher gespeist wird. Dieser befindet sich einige Hundert Meter höher am Berg. Braune Eisberge kalben vom Gletscher ab und treiben auf einem kleinen See, bis sie schmelzen.

### Gipfel
Nach der Aoneker Karte, sind dies die benannten Gipfel des Tronador: Anon oder Internacional (3484 m), Argentino (3187), Chileno (3262), Torre Ilse (2585). Bergrücken: Filo Sur (3054), Filo Blanco (3146), Filo La Vieja (2715), Filo Lamotte (2340).

## Bergsteigen und Tourismus
Der Tronador wurde erstmals nach mehreren Versuchen von Hermann Claussen alleine am 29. Januar 1934 bestiegen.
Die Schutzhütte Refugio Otto Meiling ist das Ziel populärer Tageswanderungen. Sie ist nach einem Bergsteiger benannt, der dutzende Aufstiege durchführte und Jahre lang Leute auf den Berg führte. Die Hütte liegt etwa 1200 m senkrecht über Pampa Linda, welches am Fuße des Berges liegt.
In den meisten Sommern ist der Internationale oder Anon Gipfel (der höchste der 3 Gipfel) besteigbar. Allerdings erhöhte sich im Januar/Februar 2008 die Steinschlaggefahr aufgrund des ungewöhnlich heißen Sommers auf ein gefährliches Maß. Die argentinische Seite droht in Zukunft unzugänglich zu werden, da durch zunehmend warmes Klima in der Region die Gletscher destabilisiert werden.

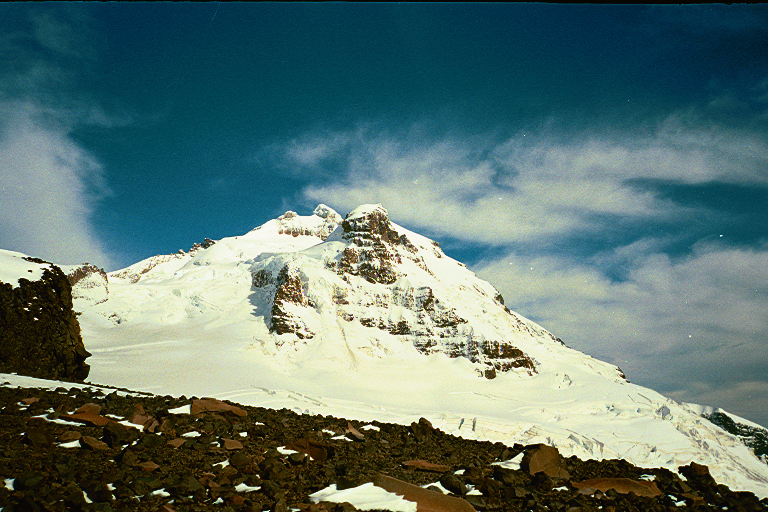
Blick auf Tronadors Hauptgipfel

## Galerie

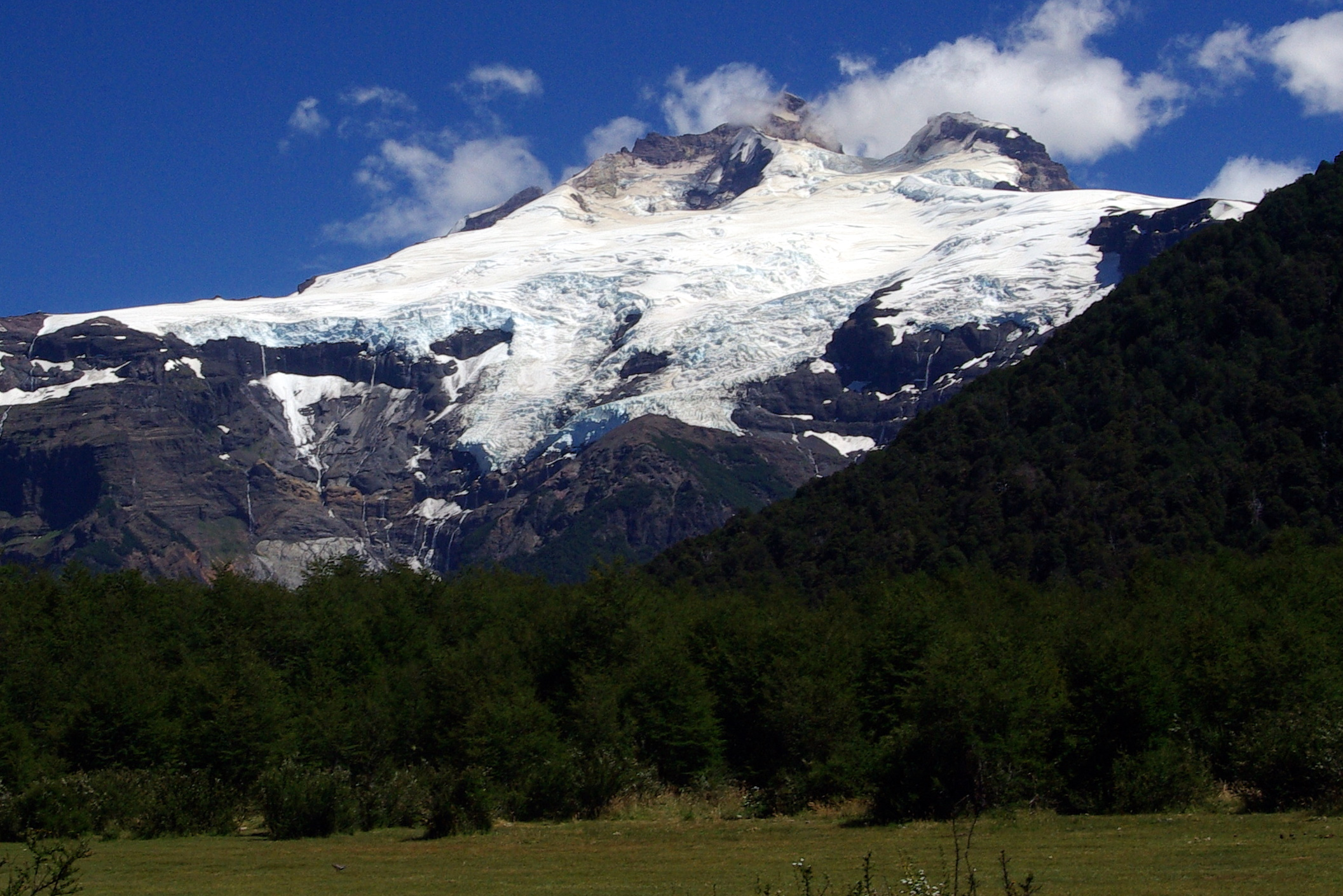
Blick von Pampa Linda.
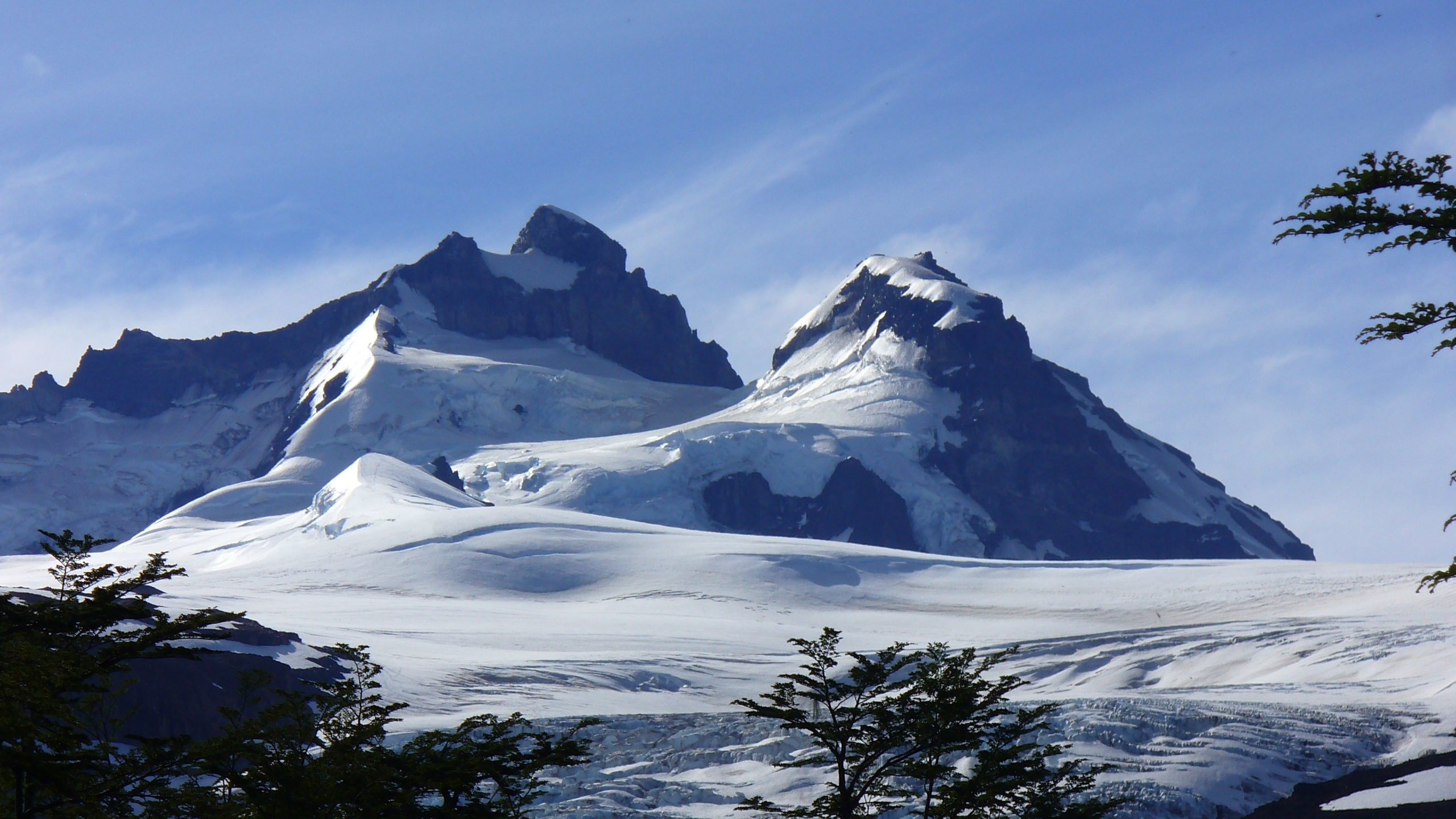
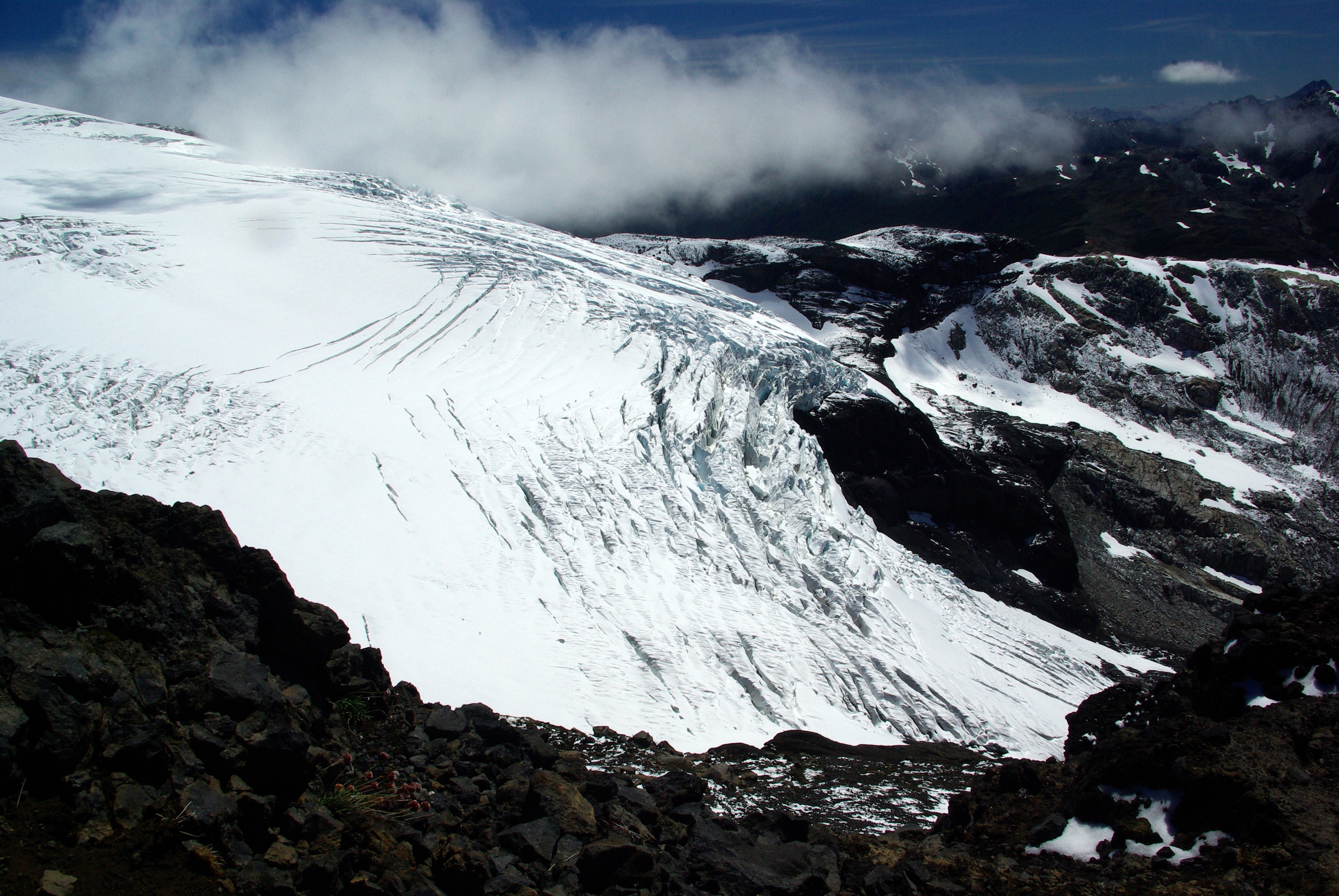
Alerce Gletscher, einer von Tronadors 8 Gletschern.